# Lanxangia capsiciformis
Lanxangia capsiciformis là một loài thực vật có hoa trong họ Gừng. Loài này được Đồng Thiệu Toàn (Tong Shao Quan, 童绍全) mô tả khoa học đầu tiên năm 1989 dưới danh pháp Amomum capsiciforme. Năm 2018, Mark Fleming Newman và Jana Leong-Škorničková chuyển nó sang chi mới thiết lập là Lanxangia.

## Tên gọi
Tên gọi tiếng Trung là 辣椒砂仁 (lạt tiêu sa nhân).

## Mẫu định danh
Mẫu holotype định danh số S. Q. Tong et C. J. Liao 24865 do Đồng Thiệu Toàn (童绍全, Tong Shao Quan) và Liêu Thông Kim (寥聪金, Liao Cong Jin) thu thập ngày 6-8-1983 ven đường trong rừng ở cao độ 1.400 m tại huyện Doanh Giang, tỉnh Vân Nam. Holotype lưu giữ tại Viện Thực vật học Côn Minh (KUN) thuộc Viện Hàn lâm Khoa học Trung Quốc.

## Phân bố và môi trường sống
Loài này được tìm thấy tại huyện Doanh Giang, châu tự trị Đức Hoành, tỉnh Vân Nam, Trung Quốc.
Môi trường sống là rừng, ở cao độ đến 1.400 m.

## Mô tả
Cây cao 1-1,5 m. Lá không cuống; bẹ lá có sọc dọc rõ nét; lưỡi bẹ nguyên, 3–6 mm, gần giống như da, nhẵn nhụi; phiến lá hình elip hoặc thuôn dài, 18-35 × 5,5–10 cm, nhẵn nhụi, các gân bên nổi rõ, gốc hình nêm, chóp hình đuôi nhọn. Hoa không rõ. Các cành quả 6–7 cm; cuống 3–5 cm, các bẹ giống như vảy, hình trứng rộng, gần giống như da. Quả nang màu đỏ, 4,8-5,2 × 1,8-2,2 cm, đỉnh tù, với đài hoa bền. Hạt gần giống hình đầu, khoảng 5 × 3 mm, nhiều mụn cơm, được bao bọc hoàn toàn trong áo hạt màu trắng. Tạo quả tháng 8.